# Emitancia (partículas)

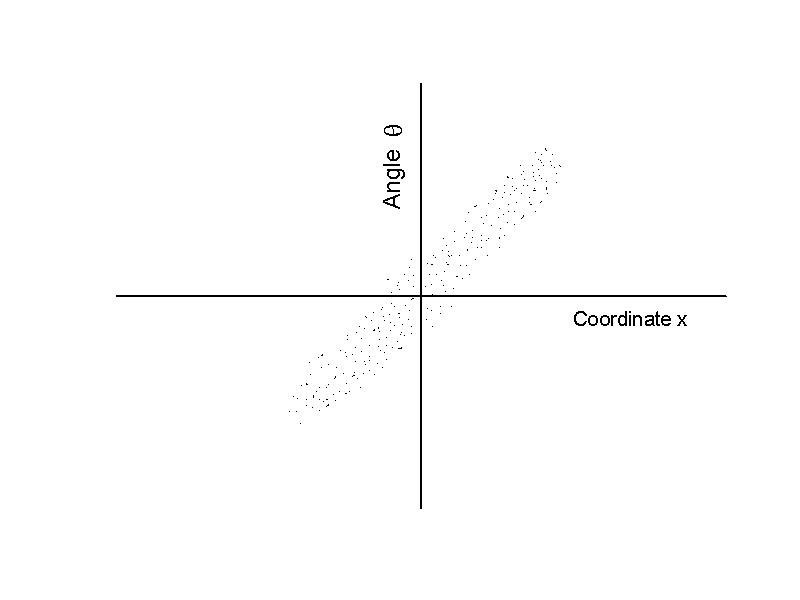
Representación de la emitancia de un haz de partículas como la superficie de una elipse en el plano x-θ (posición-divergencia angular).

La emitancia de un haz de partículas, representada habitualmente por la letra griega {\displaystyle \epsilon }, se define como el producto de sus posiciones y sus momentos, es decir, es una medida del volumen del haz en el espacio de fases. Se consideran separadamente la emitancia longitudinal, en la dirección paralela al haz y las emitancias transversales (horizontal y vertical), en el plano perpendicular al haz. El valor de la emitancia es muy sensible a las posiciones de partículas muy alejadas de la media, por lo que se suele dar para un porcentaje determinado de partículas del haz, por ejemplo, 95 % o como la media cuadrática o RMS del valor total.
La emitancia se caracteriza por permanecer constante durante la propagación del haz mientras la energía del mismo se mantenga constante, lo que se deriva del teorema de Liouville. Esta propiedad se utiliza en los aceleradores de partículas para predecir el tamaño y la dispersión angular del haz en diferentes puntos de su trayectoria. Mantener el valor de la emitancia tan pequeña como sea posible es un objetivo fundamental para optimizar la función de fuentes de radiación sincrotrón, colisionadores de partículas y láseres de electrones libres

## Definición y propiedades
Un conjunto de {\displaystyle N} partículas idénticas y sin interacciones mutuas forma un haz cuando todas ellas se encuentran en un volumen reducido del espacio de fases de seis dimensiones formado por el conjunto de posiciones {\displaystyle q_{i}} y momentos {\displaystyle p_{i}} de las partículas. La emitancia del haz se corresponde con este volumen. Siempre que las interacciones mutuas entre las partículas sean débiles, su distribución en el espacio de fases se puede caracterizar separadamente en los tres planos definidos por {\displaystyle x,p_{x}}, {\displaystyle y,p_{y}} y {\displaystyle z,p_{z}} y la emitancia se especifica separadamente para cada uno de ellos. Para usos prácticos, la emitancia no se suele definir en términos de los momentos, sino de las derivadas de las componentes de la posición con respecto a la trayectoria curvilínea del haz, representadas como {\displaystyle x'}, {\displaystyle y'} y {\displaystyle z'}, que representan la divergencia angular del haz..
La emitancia se puede definir como la media cuadrática del producto de  {\displaystyle q_{i}} y {\displaystyle q'_{i}}. Esta definición es la más general, pues no presupone una distribución determinada para las partículas en el plano de fases; si la distribución es aproximadamente simétrica, la emitancia se expresa entonces como el producto de la posición y divergencia medias del haz. También se define comúnmente como el área de la elipse en el plano de fases que contiene un cierto porcentaje de las partículas en su interior; la superficie de la elipse se expresa como una función de los parámetros Twiss {\displaystyle \beta }, {\displaystyle \alpha } y {\displaystyle \gamma }:
{\displaystyle \epsilon _{x,x'}=\gamma x^{2}+2xx'+\beta x'^{2}}
{\displaystyle 2{\sqrt {\epsilon \beta }}} corresponde a la anchura del haz en la dirección {\displaystyle x} y {\displaystyle 2{\sqrt {\epsilon /\beta }}} es la divergencia. En la ausencia de aceleración y pérdidas de energía —por ejemplo, por radiación sincrotrón— la emitancia se mantiene constante, lo que permite evaluar la relación entre  la anchura del haz, y su divergencia en todos los puntos de la trayectoria del haz. Esto es una consecuencia del teorema de Liouville, según el cual la densidad de partículas en el espacio de fases se mantiene constante en la presencia de fuerzas conservativas. En la presencia de aceleración se usa la emitancia normalizada {\displaystyle \epsilon _{N}=\beta \gamma \epsilon }, que es constante en estas condiciones.
Tradicionalmente, la emitancia se expresa en unidades de milímetros o centímetros por miliradianes.

## Aplicaciones en aceleradores de partículas
Debido a su relación con el tamaño y dispersión angular del haz, la emitancia es un concepto importante para el diseño de aceleradores. Su valor determina las características claves de la  radiación emitida por sincrotrones, como su luminancia y la probabilidad de interacciones en  colisionadores de partículas y la amplitud del espectro de longitudes de onda en láseres de electrones libres.